# Fissistigma wallichii
Fissistigma wallichii (Hook.f. & Thomson) Merr. – gatunek rośliny z rodziny flaszowcowatych (Annonaceae Juss.). Występuje naturalnie w północno-wschodniej części Indii oraz w południowych Chinach (w prowincjach Junnan i Kuejczou oraz w regionie autonomicznym Kuangsi). 

## Morfologia
PokrójZimozielone i zdrewniałe liany dorastające do 7 m wysokości. Młode pędy są owłosione.
LiścieMają kształt od podłużnie lancetowatego do podłużnie eliptycznego. Mierzą 7–24 cm długości oraz 2,5–6 cm szerokości. Są owłosione od spodu. Nasada liścia jest od zaokrąglonej do klinowej. Blaszka liściowa jest o zaokrąglonym wierzchołku. Ogonek liściowy jest nagi i dorasta do 10–25 mm długości.
KwiatyZebrane po 3–7 w owłosione wierzchotki, rozwijają się naprzeciwlegle do liści. Działki kielicha mają owalnie trójkątny kształt, są owłosione od wewnętrznej strony i dorastają do 3 mm długości. Płatki są skórzaste, zewnętrzne mają podłużnie owalny kształt, są owłosione od wewnątrz i osiągają do 15–20 mm długości, natomiast wewnętrzne są okrągłe, także owłosione od wewnętrznej strony i mierzą 15 mm długości. Kwiaty mają 2–6 owłosionych słupków. Podsadki są owłosione i mają owalny kształt.
OwoceZebrane w owoc zbiorowy o prawie kulistym kształcie. Są nagie, osadzone na szypułkach. Osiągają 25–30 mm średnicy.

## Biologia i ekologia
Rośnie w lasach. Występuje na wysokości od 500 do 1600 m n.p.m. Kwitnie od marca do listopada, natomiast owoce pojawiają się od lipca do grudnia.